# Jacques Bachrach
Jacques Bachrach (* 11. Oktober 1892 in Wien; † Juni 1954 in Melbourne, Bundesstaat Victoria, Australien) war ein österreichischer Drehbuchautor.

## Leben und Wirken
Über Bachrachs frühe Jahre ist kaum etwas bekannt. Anfang der 20er Jahre stieß er in seiner Heimatstadt Wien zum Film und begann, oftmals in Zusammenarbeit mit Kollegen, Drehbücher zu verfassen. Mit dem Regisseur Max Neufeld arbeitete Bachrach bevorzugt zusammen. Mehrfach war er an aufwendigen und kostümträchtigen Produktionen mit historischem Hintergrund beteiligt. In diesen Jahren war Bachrach auch Vorstandsmitglied des Filmbunds.
Ende 1928, unmittelbar vor Anbruch des Tonfilmzeitalters, übersiedelte Jacques Bachrach nach Berlin, und setzte dort seine Karriere beim deutschen Film fort. Seine letzten beiden Kinoarbeiten (1931/32) belieferten erneut Inszenierungen Neufelds. Als Jude musste Bachrach 1933 vor den Nationalsozialisten ins Exil (zunächst Prag, dann Polen) fliehen. In Großbritannien fand er kaum mehr Beschäftigung, lieferte lediglich die Story zu Friedrich Zelniks früher Exilregie Happy (1933) und 1935 die Idee zu dem Jan-Kiepura-Gesangsfilm Schenk uns die Nacht. Als „feindlicher Ausländer“ nach Kriegsausbruch 1939 interniert, deportierten britische Stellen Bachrach 1940 mit der Dunera nach Australien.
Dort war er zunächst in Tatura interniert. 1942 fertigte der Mitgefangene Theodor Engel von Bachrach eine Zeichnung an. Nach dem Krieg entschloss er sich, in Australien zu bleiben. Zuletzt lebte er als Jack Bachrach im Großraum Melbourne, ohne noch einmal für den Film tätig zu werden. Bachrach starb dort 61-jährig im Juni 1954, seine Beerdigung fand am 28. Juni 1954 im jüdischen Teil des Fawkner Memorial Parks statt.

## Filmografie
nur als Drehbuchautor
- 1922: Die Schuldigen
- 1924: Hotel Potemkin
- 1925: Ein Walzer von Strauß
- 1926: Hoheit tanzt Walzer
- 1926: Die Brandstifter Europas
- 1926: Der Balletterzherzog
- 1927: Café Elektric
- 1927: Die Strecke
- 1927: Schwejk in Zivil
- 1928: Das Geheimnis der Villa Saxenburg (Die weiße Sonate)
- 1928: Ein kleiner Vorschuß auf die Seligkeit
- 1929: Im Prater blüh’n wieder die Bäume
- 1930: Nur am Rhein
- 1931: Opernredoute
- 1931: Ein süßes Geheimnis
- 1932: Der Orlow